# Schwenke & Nilo
Schwenke & Nilo es un grupo musical chileno fundado en Valdivia, Chile en 1978, conformado inicialmente por Nelson Schwenke Porflitt (Ancud, 1957 - Santiago, 2012) y Marcelo Nilo Guerra (Santiago, 1960).

## Historia
Se conocieron en la Universidad Austral de Chile a mediados de la década de 1970, mientras Schwenke estudiaba Antropología y Nilo, Pedagogía en Educación Musical. Las primeras composiciones fueron creadas por Schwenke con arreglos musicales de Nilo (El viaje, Mi canto e Islas al sur). A fines del 1979 se incorporó el poeta Clemente Riedemann, Valdivia 1953, quien junto a Schwenke compuso varios de los temas emblemáticos de la banda (Lluvias del sur, Hay que hacerse de nuevo cada día, Entre el nicho y la cesárea y Con datos de la Unicef).
Sus letras de alta crítica social mostraban la época y el descontento por los sucesos de la dictadura militar de Augusto Pinochet, pero también es relevante en su propuesta artística la promoción de la cultura del sur de Chile y los valores humanos permanentes: el trabajo, la familia, la amistad, la vida en comunidad, los vínculos con la naturaleza. En virtud de esto, son una de las agrupaciones musicales de mayor trascendencia en la trova chilena y el canto nuevo. Su obra ha sido reconocida con 'Disco de oro' y 'Disco de platino' por alto volumen de ventas a través del sello Alerce y también les fue concedida la distinción 'Embajadores Culturales del Sur de Chile' por el Gobierno Regional de los Lagos (2003).
En la actualidad es una de las bandas con mayor presencia en los diversos escenarios del país y han viajado por los Estados Unidos y Europa en varias oportunidades. A pesar de que se reconocen descendientes de la obra de Violeta Parra, su referente directo es el cantautor Víctor Jara, del cual han grabado una destacada versión del tema Luchín.
Nelson Schwenke falleció causa de un accidente de tránsito el 22 de junio de 2012 luego de ser atropellado el día anterior en Santiago de Chile. Desde entonces, Marcelo Nilo lidera el grupo en sus continuas presentaciones a lo largo del país. La formación más habitual de Schwenke & Nilo reúne a Marcelo Nilo en guitarra y voz, al bajista Carlos Martínez, al guitarrista Edgardo Riquelme, al pianista Pablo Bruna y al baterista Daniel Cheul. Sin embargo, cabe mencionar que un gran número de los mejores intérpretes instrumentales de la música popular han formado en algún momento parte de la banda, como el bajista Jorge Campos (Fulano, Congreso y Santiago del Nuevo Extremo), el fallecido pianista Jaime Vivanco (Fulano), el saxofonista Jaime Vásquez (Fulano) y el tecladista Claudio Nichols, entre otros.
Entre 1983 y 2013, Schwenke & Nilo ha editado ocho discos compactos y un DVD que registra el doble concierto realizado en el Teatro Oriente, de Santiago (noviembre de 2009) con motivo de los 30 años de trayectoria del grupo. Con anterioridad circularon en el país y en el extranjero tres grabaciones de audio artesanales en casete (El viaje, diciembre de 1979; Elegía por la muerte del chancho, abril de 1980; y A crecer, octubre de 1980) que reunían los temas emblemáticos que más tarde fueron editados comercialmente. Además, tres libros registran la historia y los textos de las canciones (El viaje de Schwenke & Nilo, 1990; Hay que hacerse de nuevo cada día, 2009; y Schwenke & Nilo, leyenda del sur, 2010)

## Discografía

### Discos originales
- Schwenke & Nilo (Alerce. 1983)
- Schwenke & Nilo Volumen 2 (Alerce. 1986)
- Schwenke & Nilo Volumen 3 (Alerce. 1988)
- Schwenke & Nilo Volumen 4 (Alerce. 1990)
- Schwenke & Nilo Volumen 5 (Alerce. 1993)
- Schwenke & Nilo Volumen 6 (Alerce. 1997)
- 20 años. Crónicas de un viaje (Antología. Alerce. 2000)
- Schwenke & Nilo 8 (Fondart. 2004)
- Schwenke & Nilo, 30 años, registros de un viaje (Fondart. DVD. 2013)

### Participaciones
Compilados de varios artistas:
- Canto Nuevo. Vol. 3 (Alerce. 1981)
- Novedades de Chile (Edición extranjera. 1989)
- El sonido de los suburbios (Alerce. 1993)
- Antología del Canto Nuevo (Alerce. 1994)
- 20 años de música y cultura (Alerce. 1995)
- Canto Nuevo, antología volumen 2 (Alerce. 1995)
- Tributo a Víctor Jara (Alerce. 1998)
- Café del Cerro (Alerce. 2001)
- Allende: El sueño existe. DVD. (Alerce. 2005)
- Mil voces Gladys (Dicap. 2006)